# Nistria
Nistria – wieś w Rumunii, w okręgu Neamț, w gminie Boghicea. W 2011 roku liczyła 317 mieszkańców.